# Klaus Löscher
Klaus Löscher (* 2. August 1939) ist ein ehemaliger deutscher Fußballspieler. In den 1960er Jahren spielte er in Zwickau Zweitligafußball.

## Sportliche Laufbahn
Bis 1962 spielte Klaus Löscher zusammen mit seinem Zwillingsbruder Werner Löscher mit der Betriebssportgemeinschaft (BSG) Aktivist „Karl Marx“ Zwickau in der drittklassigen II. DDR-Liga. 1962 gelang der BSG der Aufstieg in die I. DDR-Liga. In der zweitklassigen Liga war Klaus Löscher bis 1969 als Stürmer Stammspieler der Zwickauer. In diesem Zeitraum verpasste er von den 206 ausgetragenen Ligaspielen lediglich 13 Begegnungen. In jeder Spielzeit gehörte er zu den Torschützen und erzielte insgesamt 47 Punktspieltore. Bereits in seiner ersten Zweitligasaison wurde er mit 13 Treffern Torschützenkönig der BSG Aktivist. Zur Rückrunde der Spielzeit 1968/69 schloss sich die BSG Aktivist der BSG Sachsenring Zwickau an und trat danach als deren 2. Mannschaft weiterhin in der DDR-Liga an. Klaus Löscher bestritt 1969/70 seine letzte Saison in der DDR-Liga, er wurde nur noch in drei Ligaspielen eingesetzt, war aber noch einmal mit einem Tor erfolgreich. Nach seinem Rücktritt als Leistungsfußballer konnte er auf 196 DDR-Liga-Spiele und 47 Tore zurückblicken. 

## Hinweis
1. ↑  1963 wurde die II. DDR-Liga eingestellt, danach gab es nur noch die zweitklassige DDR-Liga.

| Personendaten    | Personendaten            |
| ---------------- | ------------------------ |
| NAME             | Löscher, Klaus           |
| KURZBESCHREIBUNG | deutscher Fußballspieler |
| GEBURTSDATUM     | 2. August 1939           |